# ريان كوثبرت
ريان كوثبرت هو راكب الكنو كندي، ولد في 13 ديسمبر 1979.

## وصلات خارجية
- ريان كوثبرت على موقع أوليمبيديا (الإنجليزية)